# Hermann Köhler
Hermann Köhler (* 12. ledna 1950) je bývalý západoněmecký atlet, halový mistr Evropy v běhu na 400 metrů z roku 1975.

## Sportovní kariéra
Jeho prvním mezinárodním úspěchem bylo vítězství ve štafetě na 4 × 400 metrů na mistrovství Evropy v Helsinkách v roce 1971. Ve čtvrtkařském finále na evropském šampionátu doběhl šestý. Na olympiádě v Mnichově o rok později byl členem západoněmecké štafety na 4 × 400 metrů, která skončila čtvrtá. V roce 1973 byl členem stříbrné západoněmecké štafety na 4x2 kola na evropském halovém šampionátu. Stejného úspěchu dosáhl na mistrovství Evropy v Římě v roce 1974, tentokrát jako člen štafety na 4 × 400 metrů. Nejúspěšnější sezónou se pro něj stal rok 1975 – na halovém mistrovství Evropy se stal vítězem běhu na 400 metrů, byl současně členem vítězné štafety na 4x2 kola. V následující sezóně získal stříbrnou medaili v běhu na 400 metrů na halovém mistrovství Evropy. Jeho osobní rekord v této disciplíně 45,98 pochází z roku 1971.